# Schall und Wahn

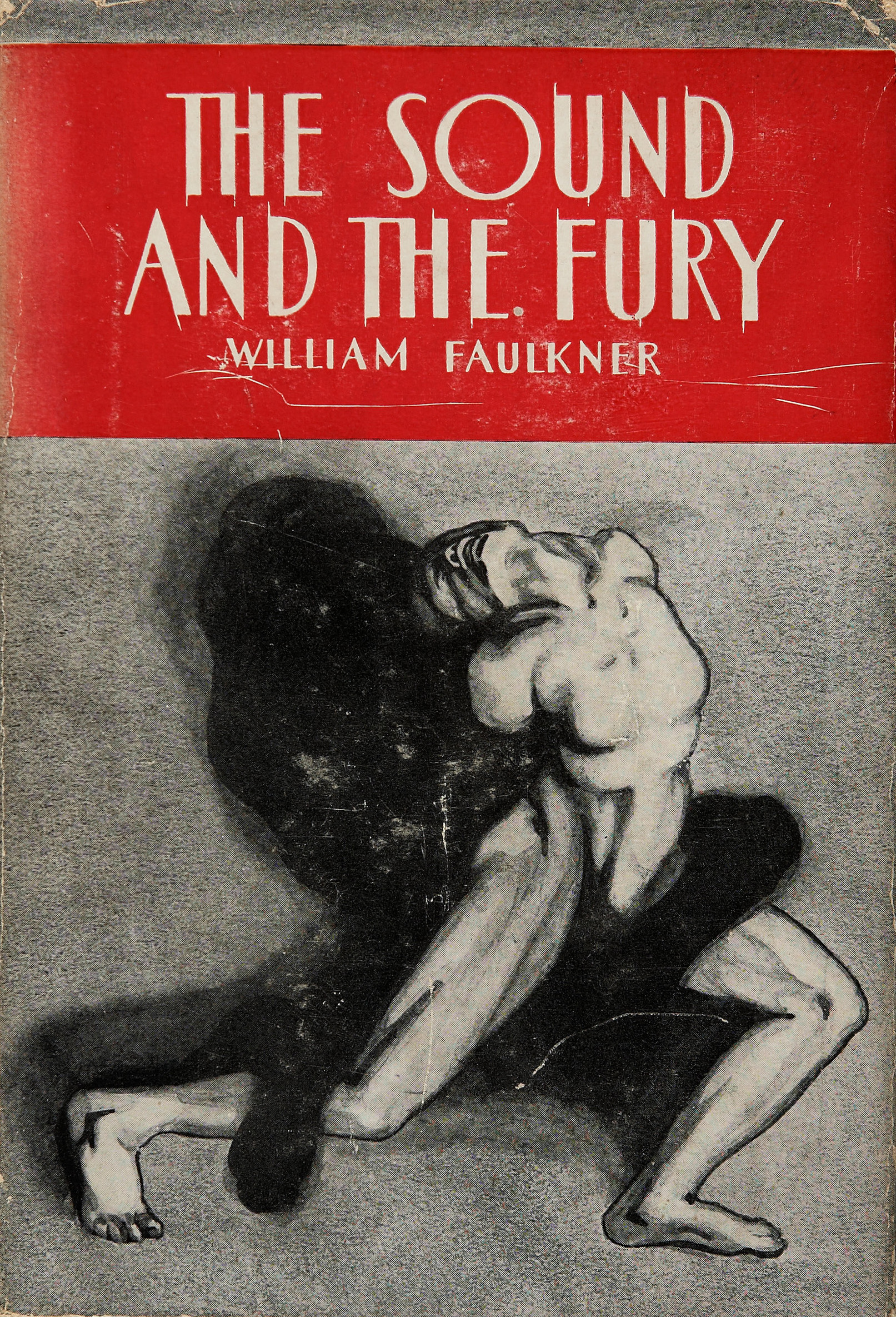
Titelbild der englischsprachigen Erstausgabe von 1929

Schall und Wahn (Originaltitel: The Sound and the Fury) ist ein Roman von William Faulkner, veröffentlicht 1929. Er gilt heute als wichtiges Werk der Frühen Moderne und als einer der bedeutendsten Romane der US-amerikanischen Literatur überhaupt. 1998 listete die Modern Library ihn auf Rang 6 der 100 besten englischsprachigen Romane des 20. Jahrhunderts.
Der Roman berichtet in komplexer Erzählstruktur aus inneren Monologen dreier Erzähler und geprägt von zahlreichen verschlungenen Rückblenden vom Niedergang der einst mächtigen Südstaatenfamilie Compson und damit vom „Zerfall der traditionsgebundenen Welt des alten Südens.“
Der Titel verweist auf eine Passage aus Shakespeares Macbeth: „Leben … ist nichts mehr als eine Fabel, erzählt von einem Idioten, voll mit Schall und Wahn, die nichts bedeutet.“

## Inhalt
In vier Abschnitten erzählt der Roman von Ereignissen und den Gedanken der Hauptfiguren aus der Familie Compson vor allem an drei aufeinander folgenden Tagen im April 1928. Die Compsons leben in Jefferson (Kreisstadt des fiktiven Yoknapatawpha County) in einem zu groß gewordenen Haus: Der Vater der Familie starb durch Alkoholismus und der Rest der Familie fällt emotional auseinander.
Zur Familie, die in früherer Zeit einen Gouverneur und drei Generäle hervorgebracht hat, gehören in der erzählten Zeit vor allem die Mutter Caroline Compson, ihr geistig behinderter Sohn Benjamin, sein depressiver älterer Bruder Quentin, sein jüngerer Bruder Jason, seine Schwester Caddy und später deren Tochter, ebenfalls Quentin genannt. Außerdem leben auf dem Anwesen die schwarzen Bediensteten, die alte Dilsey, ihr Mann Roskus bis zu seinem Tod, ihre Söhne T.P. und Versh sowie ihre Tochter Frony und deren Sohn Luster.
Im ersten Teil des Romans wird der Familienalltag aus der Perspektive des erwachsenen und geistig behinderten Benjy beschrieben, der sich durch Stöhnen, Wimmern und Kreischen mit seiner Familie verständigt. Seine Sinneseindrücke gehen kaum über ein einfaches Kurzzeitgedächtnis hinaus – Menschen und Dinge tauchen von irgendwo in sein Gesichtsfeld ein und verschwinden daraus auf eine für ihn ebenso geheimnisvolle Weise.
Den zweiten Teil, etwa achtzehn Jahre früher datiert, erzählt Quentin, der sich am Ende jenes Tages im Fluss ertränkt.
Den dritten Teil erzählt Jason, der Drittälteste, der nach dem Tod seines Vaters die Rolle des Hausherrn übernommen hat. Jason arbeitet für ein kleines Einkommen als Verkäufer und investiert glücklos in Aktien, aber sein relativer Wohlstand resultiert vor allem daraus, dass er regelmäßig von dem Geld einiges abzweigt, mit dem seine „gefallene“ und aus dem Haus vertriebene Schwester Caddy ihre in der Familie lebende Tochter unterstützt. Jason fühlt sich vom Schicksal und von seiner Familie ungerecht behandelt und zeigt diese Unzufriedenheit in ausgeprägtem Zynismus und Boshaftigkeit.
Der vierte Teil wird von einem von allen handelnden Figuren gleich weit entfernten, anonymen Erzähler außerhalb der Familie berichtet. Im Mittelpunkt stehen Dilsey, die alte schwarze Bedienstete und gute Seele des Hauses, und Jason. Dessen Geldkassette wird von Caddys Tochter Quentin aufgebrochen, welche mit den ihr von ihrem Onkel lange Zeit vorenthaltenen 3000 Dollar Kostgeld ihrer Mutter und Jasons anderen Ersparnissen flieht. Der betrogene Betrüger, seine gefühlskalte, wehleidige Mutter und sein geistig behinderter Bruder bleiben in dem trostlosen Haus zurück.

## Personen
Die Liste gibt die wichtigsten Figuren des Romans wieder.
- Mr. Jason Richmond Lycurgus Compson, der Vater der Familie, ist ein zynischer Intellektueller, Nihilist und Fatalist, der Whisky trinkt und griechische und römische Literatur liest. Er glaubt, dass das Leben absurd und sinnlos ist und er wenig tun kann, um das Schicksal seiner Familie zu beeinflussen. Die Ehre der Familie und Caddys uneheliche Schwangerschaft kümmern ihn wenig. Er stirbt 1912 an Alkoholismus.
- Mrs. Caroline Bascomb Compson, die kränkelnde Mutter der Familie und Ehefrau von Jason Compson, ist neurotisch und hypochondrisch. Sie klagt viel, zerfließt in Selbstmitleid und hat für ihre Kinder wenig Liebe übrig. Jason junior wird von ihr bevorzugt behandelt und bekommt ihre ganze Zuneigung und Aufmerksamkeit, da sie ihn als einziges ihrer Kinder für einen wahren Bascomb hält, während Quentin, Benjamin und Caddy für sie Compsons sind. Sie ist sehr auf die Ehre ihres Namens bedacht; Benjamins geistige Behinderung deutet sie als Fluch, der auf der Familie liegt.
- Quentin Compson, das älteste Compson-Kind (geboren 1891), ist ein sensibler Harvard-Student, der Ideale wie Ehre, Reinheit und Jungfräulichkeit romantisiert und zerbricht, als er erfährt, dass seine Schwester Caddy, die er innig liebt, ihre Jungfräulichkeit verloren hat. Die vergangene Größe der Familie und deren Niedergang ist für ihn eine große Belastung, was sich in seiner Obsession für die Uhr seines Großvaters ausdrückt, die er immer bei sich trägt und am Tag seines Suizids zerschlägt. Nach seinem ersten Harvard-Jahr nimmt er sich am 2. Juni 1910 in Cambridge, Massachusetts das Leben, indem er sich, beschwert mit zwei Bügeleisen, von einer Brücke in den Charles River stürzt.
- Candace „Caddy“ Compson, die einzige Tochter und das zweitälteste Compson-Kind (geboren 1892), ist liebevoll und mütterlich. Obwohl keines der vier Kapitel aus ihrer Perspektive erzählt wird, ist sie das Herz des Romans. Sie ist emotionaler Bezugspunkt für ihre drei Brüder. Ihre Frühreife und Promiskuität, die zum Verlust der Ehre der Familie führt, bestimmt über weite Strecken die Romanhandlung. Ihren ersten Sex hat sie mit Dalton Ames. Als sie schwanger ist, wird sie im April 1910 mit dem Bankier Herbert Head aus Indiana verheiratet, den sie und ihre Mutter in den Sommerferien in French Lick kennen gelernt haben. Er lässt sich 1911 von ihr scheiden, als er entdeckt, dass er nicht der Vater ihres Kindes ist. Sie verlässt danach für immer Jefferson und lässt ihre uneheliche Tochter Miss Quentin im Haus zurück.
- Jason Compson junior, das drittälteste Compson-Kind (geboren 1894), ist nach dem Tod des Vaters 1912 Oberhaupt und Alleinverdiener im Haus der Compsons. Sein Charakter zeichnet sich durch Egoismus, Bosheit, Sarkasmus, Herrschsucht und Hass aus. Trotz der Zuneigung und Liebe, die er von seiner Mutter bekommt, ist er nicht fähig oder willens, diese zu erwidern. Er lehnt die familiäre Liebe genauso ab wie die romantische. Durch Caddys Scheidung muss er auf die ihm versprochene Stelle in Herbert Heads Bank verzichten. So wird ihm Caddys uneheliche Tochter Miss Quentin zur Ursache und Projektionsfläche für all seine Probleme. Er unterschlägt jahrelang das Unterhaltsgeld, das Caddy für ihre Tochter schickt.
- Benjamin „Benjy“ Compson (geboren 1895 als Maury), ist das jüngste Compson-Kind. Er kann nicht sprechen und ist geistig behindert. Als seine Mutter die Behinderung entdeckt, änderte sie im Jahr 1900 seinen Namen von Maury (nach ihrem Bruder) in Benjamin. Er kann nicht zwischen Vergangenheit und Gegenwart unterscheiden und durchlebt seine Erinnerungen, als ob sie immer noch geschehen würden. Aus Angst vor Scham und Schande wird er von der Familie nicht in die Irrenanstalt nach Jackson gebracht, sondern im Haus gehalten. Trotz seines Unvermögens, die Welt zu verstehen, besitzt er eine besondere Sensibilität für tragische Ereignisse. So nimmt er Caddys Verlust der Jungfräulichkeit am Geruch wahr und Quentins Suizid über eine große Entfernung.
- Miss Quentin Compson (geboren 1911), ist Caddys und vermutlich Dalton Ames uneheliche Tochter und wurde schon vor ihrer Geburt nach Caddys Bruder benannt. Sie ist wild, rebellisch und hemmungslos und lebt ihre frühreife Sexualität ähnlich frei aus wie ihre Mutter, empfindet aber im Gegensatz zu Caddy keine Schuld oder Scham. Jason junior und Caroline sind der Meinung, dass sie alle schlechten Eigenschaften der Compson-Linie geerbt hat. Sie ist dem Hass von Jason junior ausgeliefert und flieht in der Nacht vom 7. auf den 8. April 1928 mit ihrem Liebhaber, einem Jahrmarktartisten, und einer gestohlenen Geldkassette (mit dem ihr ohnehin zustehenden Unterhaltsgeld) aus Jefferson.
- Dilsey Gibson, die Haushälterin und Köchin der Familie Compson und zugleich Zeugin für deren Niedergang, ist selbstlos, pragmatisch, geduldig und freundlich. Sie kümmert sich fürsorglich um die Compson-Kinder, für die sie der einzige feste Halt im Leben ist. Sie verkörpert ironischerweise genau jene Grundwerte (Familie, Religion, Ehre), auf denen die vergangene Größe der Compson-Familie errichtet wurde, und symbolisiert zugleich die Hoffnung auf eine Wiederbelebung dieser alten Werte in reiner, unverfälschter Form.
- Roskus Gibson, Dilseys Ehemann und einst Diener der Compsons,  der wegen  Rheuma und Arthrose zuletzt keine Arbeiten mehr verrichten kann. Wie Caroline glaubt er, dass ein Fluch auf der Familie liegt. Sein Tod ist eine der Erinnerungen, die Benjamin im ersten Kapitel durchlebt.
- T.P., Versh und Frony Gibson, die Kinder von Dilsey und Roskus.
- Luster Gibson, Fronys vierzehnjähriger Sohn, der sich verantwortungsvoll um Benjamin kümmert und nach einem verlorenen Vierteldollar sucht, um zum Jahrmarkt gehen zu können.
- Maury Bascomb, Carolines Bruder, ein erfolgloser Unternehmer, der eine Affäre mit der verheirateten Mrs. Patterson, einer Nachbarin der Compsons, hatte.
- Earl, der Chef von Jason junior, ein freundlicher gutmütiger Mann, der Jasons Sarkasmus und Unhöflichkeit mit Geduld und Güte begegnet.
- Dalton Ames, Caddys erster ernsthafter Liebhaber und vermutlich der Vater ihrer Tochter Miss Quentin.
- Herbert Head, Caddys Ehemann, ein wohlhabender Bankier, der sich scheiden lässt, als er erfährt, dass er nicht der Vater ihres Kindes ist.
- Spoade, Gerald Bland und „Shreve“ MacKenzie (eigentlich Shrevlin McCannon, vergleiche Absalom, Absalom!), Mitstudenten von Quentin in Harvard, die ihn beim Friedensrichter verteidigen, als ihm vorgeworfen wird, ein Mädchen entführt zu haben.

Quentin Compson, sein Vater Mr. Jason Compson und Shrevlin McCannon sind Figuren in dem 1936 erschienenen Roman Absalom, Absalom!. Quentin kommt außerdem in den Rahmenhandlungen in Faulkners Kurzgeschichten A Justice (1931), A Bear Hunt (1934) sowie Lion (1935) vor, und er ist der Ich-Erzähler in der Kurzgeschichte That Evening Sun (1931), in der auch seine Eltern Mr. und Mrs. Compson, seine Geschwister Caddy und Jason junior sowie die Haushälterin Dilsey Gibson und deren Kinder T.P., Versh und Frony vorkommen.

## Erzählweise
Die ersten drei Teile bilden durch das Prinzip der Figurenperspektive eine Einheit, auch wenn sie sich in der erzählten Zeit und im Stil des Erzählers deutlich voneinander unterscheiden. Aber trotz dieses dreifach angewendeten Prinzips entfaltet sich kein zusammenhängender Handlungsfaden, da die Ereignisse in einer nicht-chronologischen Ordnung und in einer stark individuellen Akzentuierung vorgetragen werden. Die Kohärenz der Geschichte wird zusätzlich verwischt durch fragmentarische Rückblenden und der kaum zusammenhängenden Handlung der Teile. Beispielsweise wird Quentins Tag in Harvard, sein Spaziergang und seine Begegnung mit dem kleinen Einwanderermädchen immer wieder unterbrochen von Erinnerungen an bewegende Erlebnisse in der Vergangenheit.
Eine Reihe von Motiven und Symbolen ziehen sich durch alle Teile des Romans: So spielen Uhren eine wichtige Rolle und deuten auf die abgelaufene Zeit hin – zum Beispiel ein blutbeschmiertes Uhrglas und abgebrochene Zeiger auf Quentins Selbstmord oder die drei Stunden nachgehende Küchenuhr auf das Ende der Familie Compson.
Die äußere Zersplitterung der Familie Compson durch Tod und Flucht ihrer Kinder folgt den schon vorher deutlich gewordenen vielfältigen seelischen Sprüngen und Rissen. Die komplexe Zeitstruktur dieses Mosaiks der Erinnerungen, die Disparatheit der Teile, die Unterschiedlichkeit der Erzähler – in dieser Erzählform spiegeln sich Niedergang und Zerfall der Familie Compson. In den inneren Monologen der Figuren bzw. ihren Bewusstseinsströmen sind die Umrisse der anklingenden, verwirrenden Katastrophen kaum auszumachen, und die Fragmente der Erinnerung fügen sich nur schwer zu einem Bild der Familiengeschichte. In der Vielzahl der Andeutungen entfaltet sich allmählich ein Klima der emotionalen, ethischen und perspektivischen Hoffnungslosigkeit, aus dem die einzelnen Hauptfiguren sich nicht befreien können: Jede Perspektive steht für sich allein und gegen die der anderen. Der Autor charakterisierte sein Werk im Rückblick als „ein Buch, wie ich es noch nie gelesen habe“ und schätzte es immer als seinen Aufbruch zu großen künstlerischen Wagnissen, die er auch in seinen späteren Werken suchte.
„Das in seiner Gesamtstruktur so originelle wie komplizierte Werk sollte nicht als tour de force eines mit Erzähltechniken experimentierenden und dabei den Leser bewusst überfordernden Autors verstanden werden, sondern als Ergebnis der dichterischen Bemühung um totale Durchdringung und Erfassung der Wirklichkeit .“

## Verfilmungen
- 1959: Fluch des Südens (The Sound and the Fury) – Regie: Martin Ritt, mit Yul Brynner und Joanne Woodward
- 2014: The Sound and the Fury – Regie: James Franco, mit James Franco und Joey King

## Hörspiel
- 2024 – Regie: Walter Adler – SWR